# Бакинський провулок (Київ)
Баки́нський прову́лок — провулок у Шевченківському районі міста Києва, місцевість Сирець. Пролягає від вулиці Ольжича до Бакинської вулиці.

## Історія
Провулок виник у 50-ті роки XX століття під назвою 443-тя Нова вулиця, сучасну назву набув від Бакинської вулиці, що пролягає поряд.

## Зображення

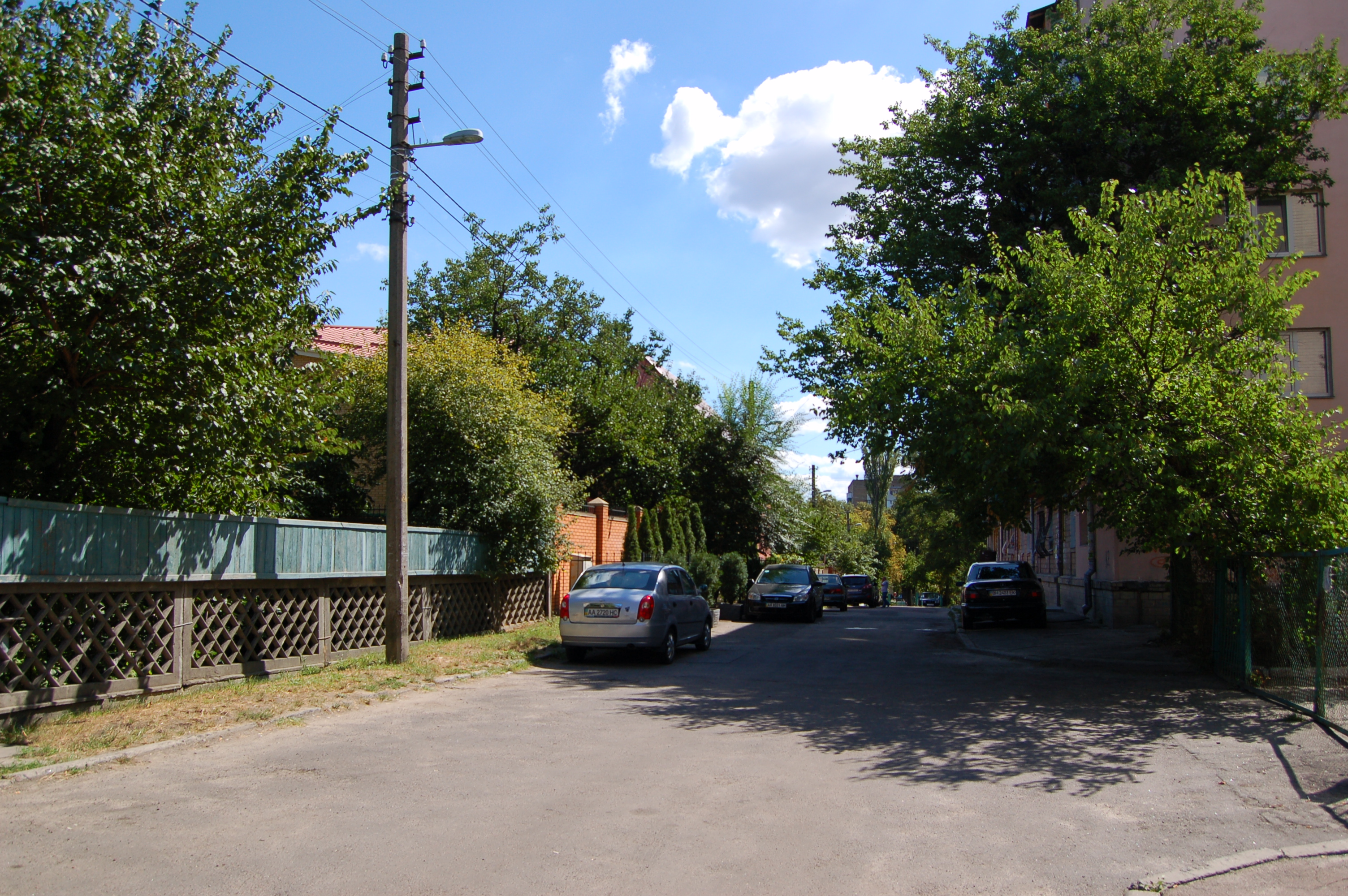
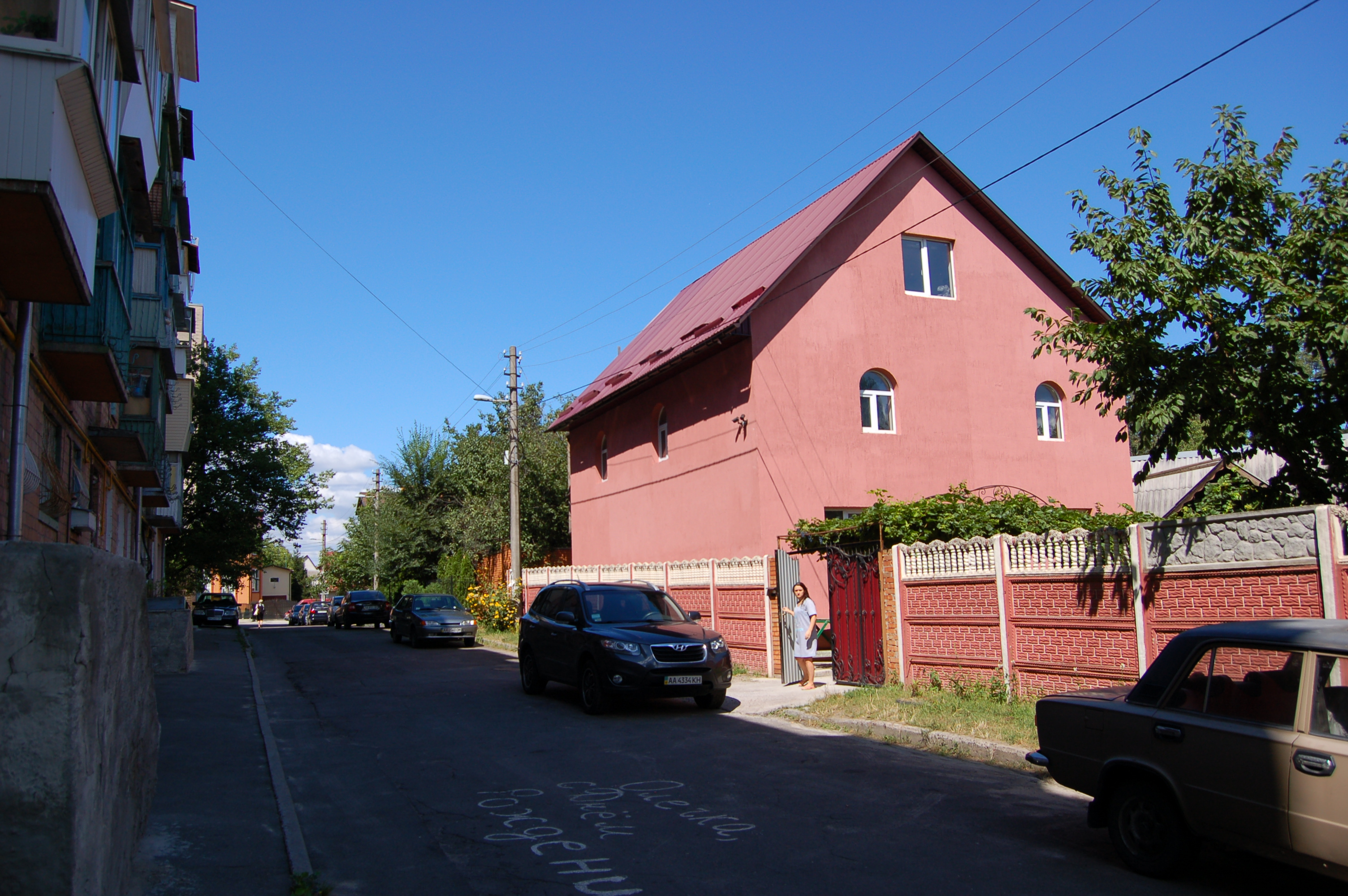
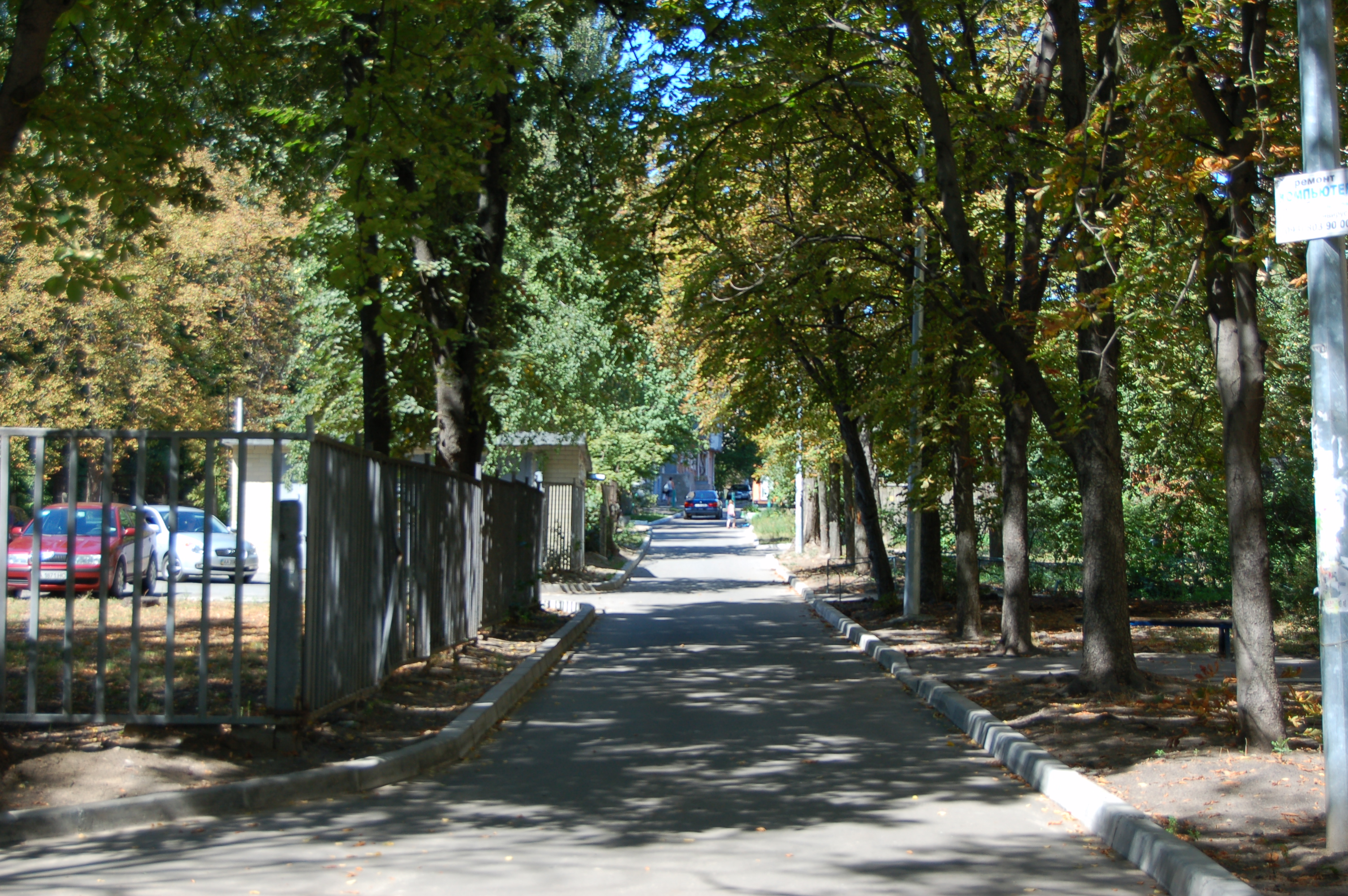